# Cadima
Cadima es una freguesia portuguesa del concelho de Cantanhede, con 23,72 km² de superficie y 3.217 habitantes (2001). Su densidad de población es de 135,6 hab/km².